# Canon de 203 mm modèle 1924
Die Canon de 203 mm modèle 1924 war ein französisches Schiffsgeschütz aus der Zeit vor und im Zweiten Weltkrieg. Es diente auf allen französischen Schweren Kreuzern und dem französischen U-Kreuzer Surcouf als Hauptbewaffnung.

## Beschreibung
Das Geschütz bestand aus einem Lauf, auf den ein Mantelrohr und ein Verschlussring aufgeschrumpft waren. Das Geschütz hatte einen Schraubenverschluss System Welin, der sich nach oben öffnete. Das Geschützrohr wurde bei der Fertigung einer Autofrettage unterzogen. Die Kaliberlänge betrug L/50, was einer Lauflänge von 10,15 m entspricht.
Es verschoss getrennte Munition, bestehend aus Granate und einer Treibladung in zwei Kartuschbeuteln. Es standen verschiedene Granattypen zur Verfügung (siehe Tabelle unten).

## Munition und Leistung
Für das Geschütz wurden mehrere Typen panzerbrechender Granaten und Sprenggranaten entwickelt. Die französische Marine bezeichnete panzerbrechende Granaten mit OPf („obus de perforation“), Sprenggranaten mit OEA („obus explosif en acier“, wörtlich „Sprenggranate aus Stahl“).
| Bezeichnung     | Typ            | Gewicht. | Mündungsgeschwindigkeit | Reichweite                                        |
| --------------- | -------------- | -------- | ----------------------- | ------------------------------------------------- |
| OPf modèle 1927 | panzerbrechend | 123,1 kg | 850 m/s                 | 28,0 km bei 30° Erhöhung 31,4 km bei 45° Erhöhung |
| OEA modèle 1927 | Sprenggranate  | 123,8 kg | 850 m/s                 | 30,0 km bei 45° Erhöhung                          |
| OPf modèle 19?? | panzerbrechend | 119,1 kg | 850 m/s                 |                                                   |
| OEA modèle 19?? | Sprenggranate  | 119,7 kg | 850 m/s                 |                                                   |
| OPf modèle 1936 | panzerbrechend | 134 kg   | 820 m/s                 | 30,0 km bei 45° Erhöhung                          |

Die Treibladung war vom Typ BM 13 und wog 53 kg. Die panzerbrechende Granate OPf modèle 1936 wurde mit einer geringeren Ladung von 47 kg für eine verminderte Mündungsgeschwindigkeit verschossen.
Die Sprengladung der Granaten betrug 8,1 kg Mélinite – ein Sprengstoff auf der Basis von Pikrinsäure – bei der panzerbrechenden Granate OPf modèle 1927. Bei den Sprenggranaten wurden etwa 8,3 kg Mélinite verwendet.
Die panzerbrechende Granate OPf modèle 1936 erhielt 1939 einen Farbbeutel, der die Wassersäulen bei Fehlschüssen färbte und so eine Zuordnung zum feuernden Schiff erlaubte. Die Zuordnung der Farben zu den Schiffen war: Duquesne rot, Tourville gelb und Suffren grün.

## Verwendung

### Schwere Kreuzer
Die schweren Kreuzer der Duquesne-Klasse und der Suffren-Klasse führten die Waffen in den leicht geschützten Zwillingstürmen des Modells 1924. Das Einzelschiff Algérie führte den Zwillingsturm Modell 1931, der viel stärker gepanzert war und sich deshalb leicht vom Vorgängermodell unterschied.
In den Türmen Modell 1924 und 1931 waren die Geschütze in separaten Rohrwiegen gelagert, konnten aber zusammengekoppelt werden. Die Geschütze hatten einen Höhenrichtbereich von −5° bis 45° und konnten bei Erhöhungswinkeln von −5° bis 10° geladen werden. Der Seitenrichtbereich betrug rund ±150°, begrenzt wurde er durch die Aufbauten der Schiffe.
Jedes Geschütz verfügte über einen Elektromotor mit 30 PS für die Höhenrichtung. Für das Schwenken der Türme stand ein 22,5-PS-Elektromotor mit hydraulischer Kraftübertragung zur Verfügung. Die Geschütze konnten mit etwa 10° pro Sekunde in der Höhe gerichtet werden, die Türme mit 6° pro Sekunde geschwenkt werden. Mitte der dreißiger Jahre wurden die Türme mit einer Fernsteuerung für das Seitenrichten nachgerüstet.
Die Geschütztürme waren mit den darunterliegenden Magazinen über zweistufige Munitionsaufzüge verbunden. Zwei Förderwerke transportierten Granaten und Treibladungen in die Umladekammer unter dem Turm. Dort wurden diese in zwei Aufzüge transferiert, die im Turm an den Außenseiten der Geschütze endeten. Die Granaten wurden auf eine Ladeschale transferiert, die zum Laden mit dem Geschütz verriegelt wurde. Daraufhin wurden die Granate einem federgetriebenen Ansetzer geladen, der durch den Rückstoß des vorangegangenen Schusses gespannt worden war. Die Kartuschenbeutel wurden manuell geladen.
Die Türme wurden für eine Feuergeschwindigkeit von 5 bis 6 Schuss pro Minute und Geschütz entworfen, erreichten in der Praxis je nach Quelle aber nur 3 bis 4 Schuss oder 4 bis 5 Schuss pro Minute.

### Surcouf

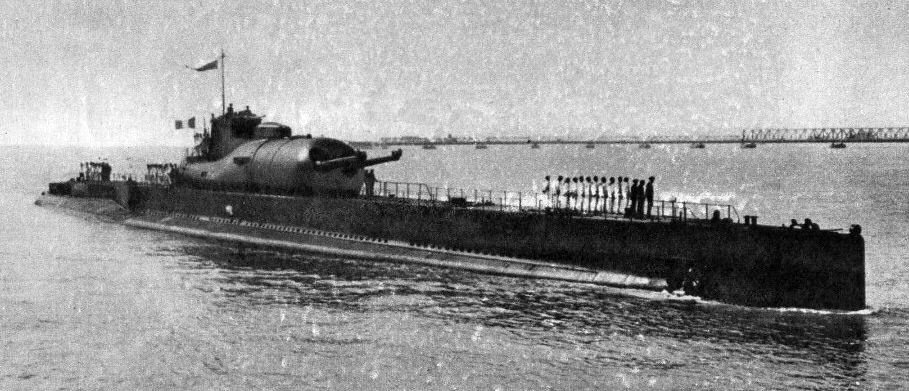
Die Surcouf mit ihrem charakteristischen Geschützturm

Für den Unterseekreuzer Surcouf wurde speziell der Turm Modelle 1927 entwickelt. Dieser war vollständig wasser- und druckdicht. Er konnte bereits unter Wasser bemannt werden, um eine schnelle Feuereröffnung nach dem Auftauchen zu ermöglichen. Dies war innerhalb von zweieinhalb Minuten nach dem Auftauchen möglich. Der Turm erreichte eine Feuergeschwindigkeit von 3 Schuss pro Minute und Geschütz. Der Höhenrichtbereich war mit −5° bis 30° etwas geringer als bei den Türmen der schweren Kreuzer, die Ladestellung war mit −5° bis 10° dieselbe. Der Seitenrichtbereich war mit ±11° stark eingeschränkt.